# Eduardo Zambrano
Eduardo Zambrano (Monterrey, Nuevo León, 30 de julio de 1960) es un escritor mexicano.

## Biografía
Publica poesía desde 1982 en suplementos culturales del noreste del país. Sus primeros libros aparecen en 1988, Del Coleccionista, en los cuadernos Praxis/Dos Filos de la Universidad de Zacatecas y Estrategias de la nostalgia (colectivo) en ediciones Revista Punto de Partida de la UNAM. Ha participado en antologías como Nuevo León, brújula solar y Antología de la poesía Nuevoleonesa.
En 1997 publicó el libro Aquí afuera, y en 2003 apareció Reincidencias, poemario publicado en la colección Árido Reino, Conarte/Mantis Editores.

## Obras
- Del coleccionista (1988)
- Aquí afuera (1997)
- Reincidencias (2003)
- Las insignias de la sed (2008)
- En pedazos - In pieces (Libros de la Mancuspia - UANL, 2016)